# Mahmud Begada
Abu’l Fath Nasir-ud-Din Mahmud Shah I., bekannt als Mahmud Begada oder Mahmud Begarha (* 1445 in Ahmedabad; † 23. November 1511 in Ahmedabad) war während seiner Regierungszeit (1458–1511) der mächtigste Herrscher des von 1407 bis 1572 existierenden Sultanats Gujarat. Er bezeichnete sich selbst als Sultân al-Barr und Sultân al-Bahr („Herrscher über das Land und über das Meer“).

## Biografie

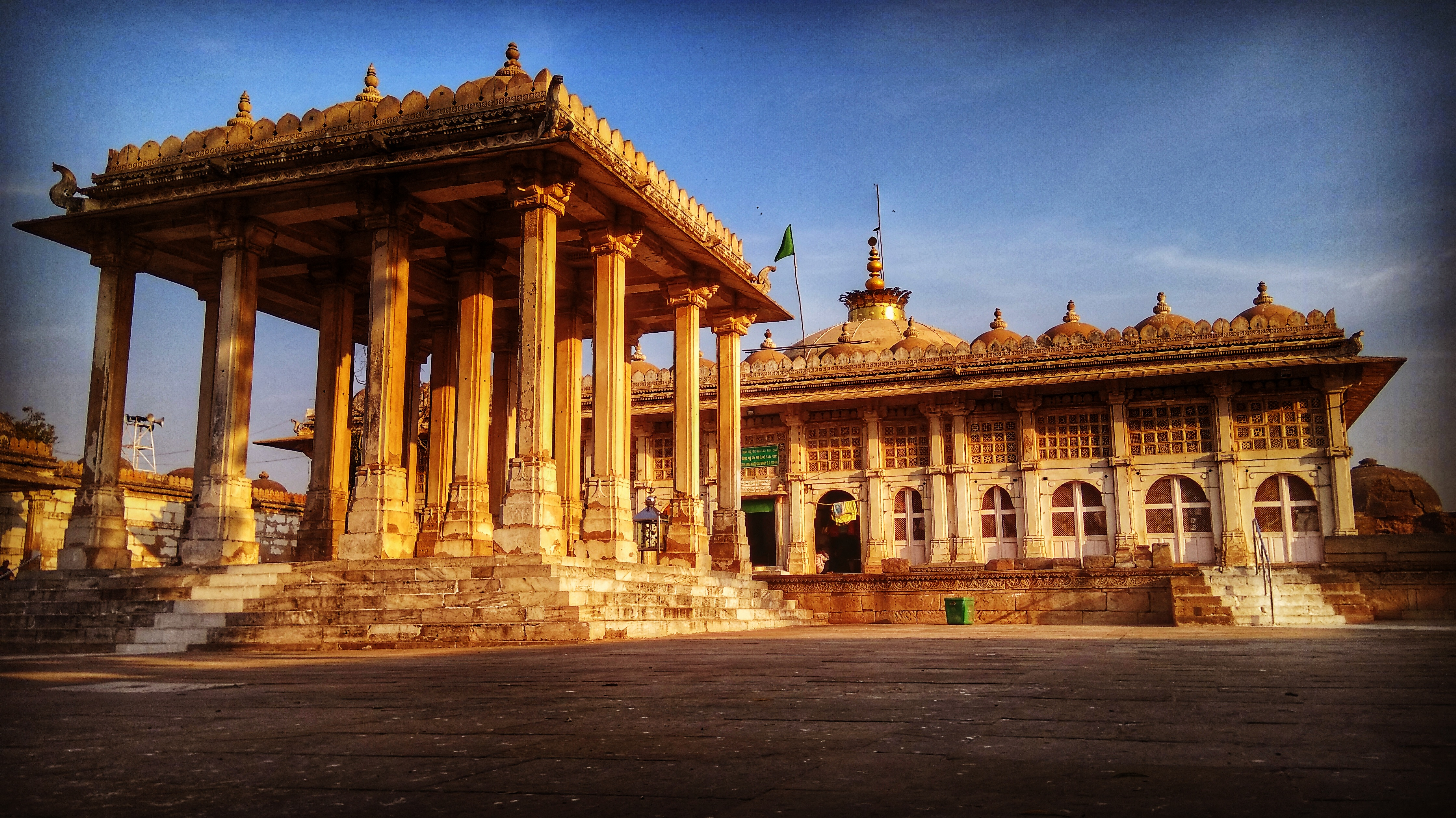
Mausoleum von Mahmud Begada

Mahmud Begada war der Urenkel von Ahmed Shah I., dem 2. Sultan von Gujarat und Gründer der Stadt Ahmedabad. Über die ersten Jahre seiner Herrschaft ist nur wenig bekannt. Im Jahr 1472 konnten seine Truppen die Stadt Junagadh einnehmen und der Herrschaft der regierenden Chudasama-Dynastie ein Ende bereiten; er benannte die Stadt in Mustafabad um. Im Jahr darauf eroberte er Dwarka, eines der wichtigsten Krishna-Heiligtümer Indiens. Am 21. November 1484 gelang ihm nach 20-monatiger Belagerung die Einnahme des Pavagadh-Forts, zu dessen Füßen er die während der Belagerung teilweise zerstörte und von ihren Bewohnern verlassene Stadt Champaner neu erbauen ließ; unter dem Namen Muhammadabad machte er sie zur neuen Hauptstadt des Reiches und stattete sie reich mit Moscheen (darunter die eigenwillige Freitagsmoschee) und Palästen aus. Er gründete auch die Stadt Mahemdavad. Später eroberte oder erwarb er die Insel Salsette, auf der Jahrhunderte später die Städte Mumbai und Thane entstanden. In den Jahren 1491 bis 1494 bekämpfte er Piraten und im Jahr 1498 verwies er den Sultan Adil Khan II. von Khandesh, der die Tributzahlungen gegenüber Gujarat eingestellt hatte, in die Schranken. 
Mahmud Begada kam auch mit den Portugiesen in Konflikt, die sich nach der Entdeckung des Seewegs nach Indien (1498) in der Zeit um 1510 mit der ägyptischen Flotte vor Indiens Küste Seeschlachten lieferten (siehe u. a. Seeschlacht von Diu). In diesem Zusammenhang sind auch seine Kontaktaufnahmen zum Osmanischen Reich und zum Mamluken-Sultanat von Ägypten zu sehen, die durch die portugiesischen Aktivitäten den einträglichen Gewürz-Zwischenhandel in ihren jeweiligen Ländern bedroht sahen.

## Grabstätte
Mahmud Begadas Mausoleum und sein Kenotaph befinden sich im etwa 8 km südwestlich von Ahmedabad gelegenen Grabkomplex von Sarkhej Rauza, den er zu seinen Lebzeiten hatte ausbauen und mit einer Moschee ausstatten lassen. 